# 小黒一正
小黒 一正（おぐろ かずまさ、1974年〈昭和49年〉 - ）は、日本の元大蔵官僚・経済学者。専門は、マクロ経済学・公共経済学・財政学・社会保障・世代間格差。
東京都出身。大蔵省（現：財務省）入省後、財務省財務総合政策研究所主任研究官、一橋大学経済研究所准教授等を経て、2015年4月から法政大学経済学部教授。フィールズ賞数学者・広中平祐が設立した「NPO法人数理の翼」講師、世代間格差の改善を目指す「ワカモノ・マニフェスト策定委員会」メンバー。博士（経済学）（一橋大学、2010年）。

## エピソード
- 京都大学大学院経済学研究科の修士課程での吉田和男ゼミでの同期に、ベンチャーキャピタリストで立教大学大学院教授の冨田賢がいる（小黒っち、冨田っちと呼び合う仲である）[6]。

## 略歴

### 学歴
- 1997年3月 東京都立国立高等学校を経て、京都大学理学部物理学科卒業[7]（素粒子論専攻）[8]
- 2003年3月 京都大学大学院経済学研究科修士課程修了、修士（経済学）（京都大学）[7]
- 2010年3月 一橋大学大学院経済学研究科博士課程修了、博士（経済学）（論文テーマ:『世代間移転と公的債務に関する研究』[9]）（一橋大学）[7]

### 職歴等
- 1997年4月 大蔵省入省（証券局総務課）[10][11]
- 1998年 - 2005年7月 大臣官房文書課法令審査官補。その後は関税局監視課総括補佐等を歴任[7]
- 2005年7月 - 2008年7月 財務省財務総合政策研究所主任研究官[7]
- 2006年4月 - 2008年3月 埼玉大学経済学部非常勤講師
- 2008年8月 - 2010年2月 世界平和研究所研究員[7]
- 2010年3月 - 2010年7月 世界平和研究所主任研究員[7]
- 2010年8月 - 2013年3月 一橋大学経済研究所世代間問題研究機構准教授[7][8]（産学官連携融合事業（財務省））[12]
- 2013年4月 - 2015年3月 法政大学経済学部准教授[7]
- 2015年4月 - 現在 法政大学経済学部教授[7]
- ワカモノ・マニフェスト策定委員会メンバー
- 2008年9月 - 経済産業研究所コンサルティングフェロー[13]
- 2010年9月 - 財務総合政策研究所コンサルティングフェロー
- 2011年4月 - 内閣府経済社会総合研究所客員研究員
- 2011年12月 - 内閣府経済社会構造に関する有識者会議制度・規範ワーキング・グループ 「世代会計専門チーム」メンバー
- 2011年3月 - 国際経済交流財団「JAPAN SPOTLIGHT」編集委員
- 2013年10月 - 東京財団「財政と民主主義」研究会メンバー
- 2012年4月 - 2013年3月 東京財団「税制の抜本改革と将来像」研究会メンバー
- 2009年6月 - 2010年3月 東京財団「金融危機後の金融」研究会メンバー
- 2007年11月 - 2010年7月 国立社会保障・人口問題研究所「社会保障モデルの評価・実用化事業」プロジェクト委員
- 2009年2月 - 2009年6月 財務省財務総合政策研究所「大規模震災の国の財政への影響に関するワークショップ」常任メンバー
- 2009年10月 - 2010年6月 21世紀政策研究所「税制抜本改革実現後の経済・社会の姿」タスクフォース委員
- 2012年7月 - 2013年3月 21世紀政策研究所「金融と世界経済―リーマンショック、ソブリンリスクを踏まえて」タスクフォース委員

## 見解・主張
- アベノミクスを厳しく批判しており「2%という物価目標なんてあり得ない」としている。また首相の安倍に消費税増税延期を助言した[14]ポール・クルーグマンは、金融政策の失敗を認めたと指摘している[15]。
- 財務省について「財務省の官僚たちは、財政破綻を阻止するために頑張っていますし、クラッシュした後も国を支えるという使命感を持っている。私は財務省内にいてその危機を待つより事前に警告し、その可能性を低くしたいと思い、退官して学術・言論活動をすることにしました」と述べている[16]。
- アベノミクスでも消費税率は30%超が避けられないため、増税だけの財政再建に無理があるとして「歳出削減」の必要があるとしている[17]。
- 消費税増税が成長率を低下させるとは限らないと主張している[18]。
- 日本の移民受け入れの是非については、経済的に大きなメリットをもたらすとして、肯定的な立場を取る[19]。
- 財政破綻の一つの契機は国債を国内の金融資産で支えきれなくなったときだと述べている[20]。
- PCR検査の特異度を99%と仮定すると医療が崩壊する可能性が高い[要出典]。

## 著書
- 城繁幸、小黒一正、高橋亮平『世代間格差ってなんだ 若者はなぜ損をするのか?』PHP研究所、2010年6月。ISBN 9784569790213。
- 小黒一正『2020年、日本が破綻する日』日本経済新聞出版社〈日経プレミアシリーズ〉、2010年8月。ISBN 9784532260927。
- 池田信夫、小黒一正、澤昭裕、村上憲郎、小幡績『3.11後日本経済はこうなる!』朝日新聞出版〈朝日新書〉、2011年6月。ISBN 9784022734037。
- 佐藤主光、小黒一正『震災復興 地震災害に強い社会・経済の構築』日本評論社、2011年9月。ISBN 9784535556942。
- 小黒一正、島澤諭『Matlabによるマクロ経済モデル入門 少子高齢化経済分析の世代重複モデルアプローチ』日本評論社、2011年9月。ISBN 9784535556645。
- 小黒一正、小林慶一郎『日本破綻を防ぐ2つのプラン』日本経済新聞出版社〈日経プレミアシリーズ〉、2011年11月。ISBN 9784532261412。
- 日本経済新聞出版社 編「日本破綻を防ぐ 日本破綻を防ぐ正攻法「プランA」」『日本経済がわかる』日本経済新聞出版社〈日経プレミアシリーズPLUS〉、2011年11月。ISBN 9784532261450。
- 明治大学世代間政策研究所 編『20歳からの社会科』日本経済新聞出版社、2012年3月。ISBN 9784532261542。
- 小黒一正『アベノミクスでも消費税は25%を超える』PHP研究所、2013年6月。ISBN 9784569810645。
- 池尾和人＋21世紀政策研究所 編『金融依存の経済はどこへ向かうのか―米欧金融危機の教訓』日本経済新聞出版社、2013年7月。ISBN 9784532262044。
- 山重慎二、加藤久和 編『人口動態と政策: 経済学的アプローチへの招待』日本評論社、2013年9月。ISBN 9784535557505。
- 麻生良文、鈴木将覚 編『財政学15講』新世社、2018年3月。ISBN 9784883842698。